# Boda
Boda là một thị xã và là một nagar panchayat của quận Rajgarh thuộc bang Madhya Pradesh, Ấn Độ.

## Nhân khẩu
Theo điều tra dân số năm 2001 của Ấn Độ, Boda có dân số 8511 người. Phái nam chiếm 52% tổng số dân và phái nữ chiếm 48%. Boda có tỷ lệ 56% biết đọc biết viết, thấp hơn tỷ lệ trung bình toàn quốc là 59,5%: tỷ lệ cho phái nam là 71%, và tỷ lệ cho phái nữ là 40%. Tại Boda, 16% dân số nhỏ hơn 6 tuổi.